# Soriba Soumah
Soriba Soumah   (Conakry, 1946 - Conakry, 11 de juny de 2004), també conegut com a Edenté, fou un futbolista guineà de la dècada de 1970.
Fou internacional amb la selecció de futbol de Guinea.
Pel que fa als clubs, destacà a Hafia Football Club.